# Дон Пери (Катанцаро)
Дон Пери је насеље у Италији у округу Катанцаро, региону Калабрија.
Према процени из 2011. у насељу је живело 19 становника. Насеље се налази на надморској висини од 22 м.